# Zły porucznik (film 2009)
Zły porucznik (tyt. oryginalny Bad Lieutenant: Port of Call New Orleans) – amerykański film fabularny zrealizowany przez niemieckiego reżysera, Wernera Herzoga w 2009 roku.
Film ma identyczny tytuł jak Zły porucznik Abla Ferrary (1992), jednak nie można go traktować jako kontynuację tamtego obrazu, nie jest również remakiem.

## Fabuła
Terence McDonagh (Cage) jest funkcjonariuszem nowoorleańskiej policji. W czasie jednej z akcji, prowadzonej po nadejściu huraganu Katrina, doznaje kontuzji pleców i uzależnia się od środków przeciwbólowych, a następnie narkotyków. Sześć miesięcy później metody jego działania stają się coraz brutalniejsze, traci kontrolę nad prowadzonymi śledztwami, by ostatecznie zacząć współpracować z podejrzanym o brutalne zabójstwo Big Fate'm (Xzibit). Nie potrafi spłacić długów hazardowych, wikła się w skomplikowany związek z luksusową prostytutką Frankie Donnenfeld (Mendes). Jeden z jej klientów żąda zapłaty odszkodowania, po tym gdy McDonagh go okrada i nasyła na parę miejscowych bandziorów.

## Obsada
- Nicolas Cage – Terrence McDonagh
- Eva Mendes – Frankie Donnenfeld
- Jennifer Coolidge – Genevieve McDonagh
- Val Kilmer – Stevie Pruit, policyjny partner Terrence'a
- Brad Dourif – Ned Schoenholtz, bukmacher Terrence'a
- Xzibit – Big Fate
- Fairuza Balk – Heidi
- Michael Shannon – Mundt